# 3β-本胆烷二醇
3β-本胆烷二醇（英語：3β-Etiocholanediol，简称表本胆烷二醇 etiocholanediol，有时也称为3β,5β-雄烷二醇 3β,5β-androstanediol，或本胆烷-3β,17β-二醇，etiocholane-3β,17β-diol）是一种天然的本胆烷（5β-雄烷）甾体和睾酮的内源性代谢产物，由5β-双氢睾酮（睾酮的5β还原产物）转化而来，再通过17β-羟基类固醇脱氢酶氧化为表本胆烷醇酮。